# Quarantasette ronin

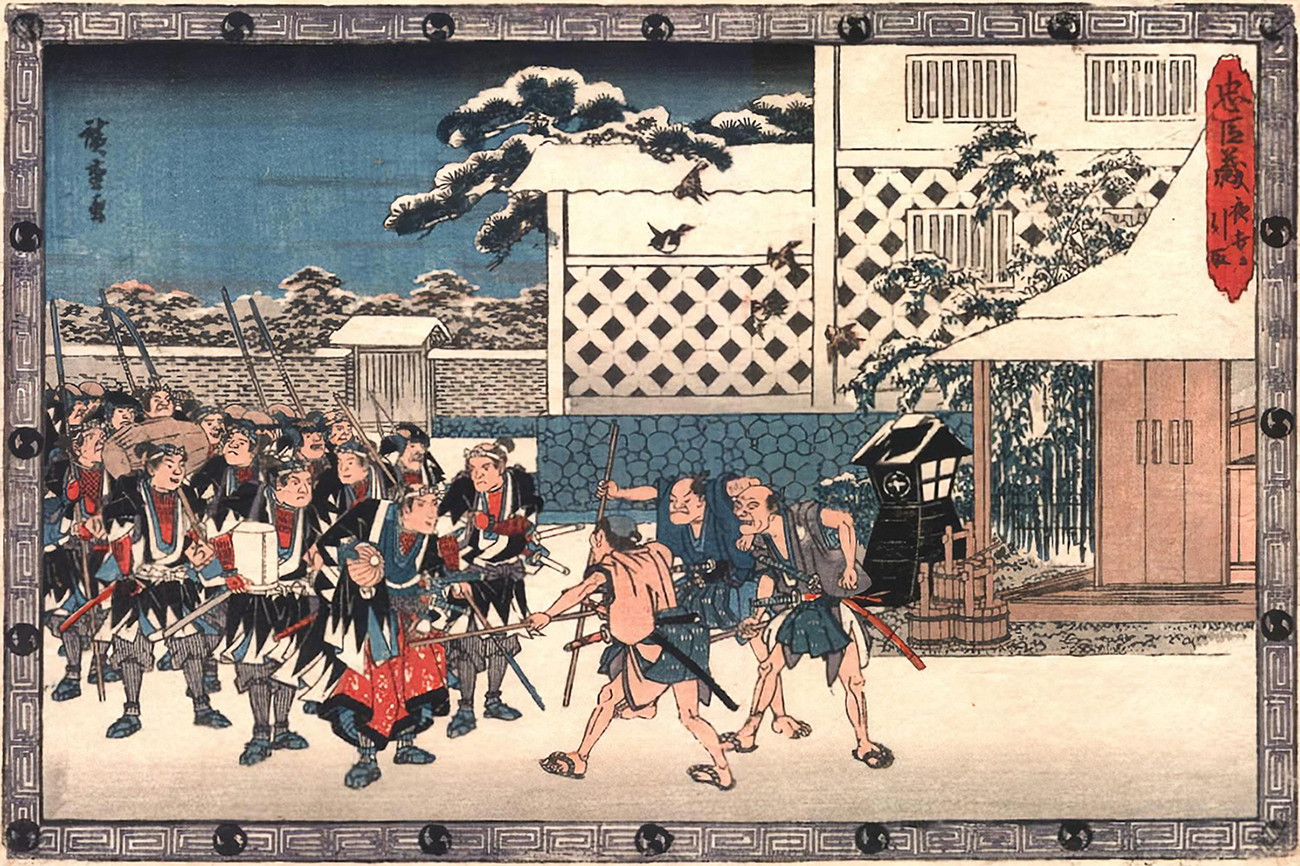
I quarantasette ronin vengono accolti fuori dal palazzo di Matsudaira-no-Kami

I quarantasette ronin (四十七士浪人?, Shijūshichishi rōnin, lett. "quarantasette uomini erranti") erano un gruppo di samurai al servizio di Asano Naganori, signore di Akō, città del Giappone situata nella regione di Kansai. Nel 1701 rimasero senza padrone (e quindi divenuti ronin), dopo che il loro daimyō venne costretto a commettere seppuku per aver assalito il maestro di protocollo dello shōgun, Kira Yoshinaka, il quale lo aveva insultato.

## Storia

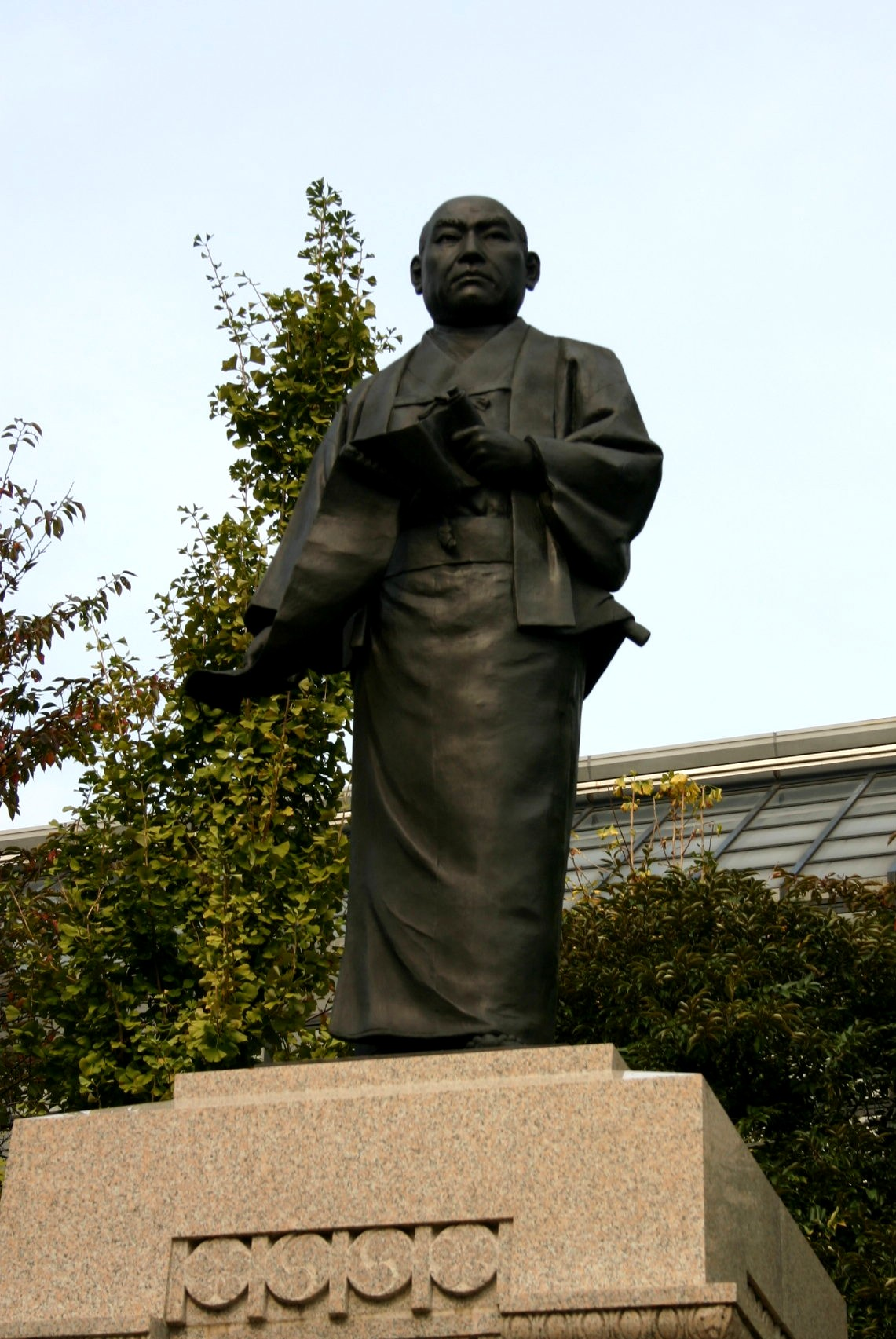
Statua di Oishi Kuranosuke a Tokyo, al tempio Sengakuji

Asano Naganori (1667-1701) divenne signore del clan Asano dal 1675, quindi ancora bambino ed ovviamente sotto tutela, fino alla sua morte. Il titolo di Takumi no Kami si riferisce all'incarico nominale di intendente alla carpenteria presso la corte shogunale di Edo che gli venne conferito nel 1680.
Tutti i daimyō erano tenuti a soggiornare per gran parte dell'anno alla corte dello shōgun, capo del governo, disperdendo mezzi economici ed energie nei continui viaggi e nella sontuosa etichetta di corte, dove parte dei familiari era tenuta praticamente in ostaggio. Dovevano così forzatamente astenersi da ogni pensiero di ribellione.
In questo contesto maturò l'episodio dell'assalto, che ci è stato tramandato da Kichiemon Terasaka. Oishi Kuranosuke Yoshio (1659-1703), o Yoshitaka, era il primo sovrintendente del feudo di Ako, che amministrava direttamente in occasione delle frequenti assenze di Asano. Kira Kozukenosuke Yoshinaka (1641-1702) aveva l'incarico di cerimoniere presso la corte di Edo.
Kira Yoshinaka ricevette disposizione di curare l'addestramento di Asano, appena arrivato dalla provincia di Harima e di un altro nobile nelle sue stesse condizioni, il signore Kamei di Tsuwano. In attesa di una visita da Kyoto di un inviato ufficiale dell'imperatore in visita allo shogun, i due nobili dovevano essere istruiti su alcuni cerimoniali legati all'avvenimento. Ben presto Kira fece comprendere ad entrambi che si aspettava di essere generosamente ricompensato per i suoi servizi. I due rifiutarono sdegnati, era inaccettabile che un nobile samurai dovesse pagare un sottoposto per ottenere quanto era suo dovere fare. Ma, per evitare guai peggiori, i servi al seguito di Kamei diedero di nascosto una generosa mancia a Kira.
Immediatamente questi cominciò ad infierire su Asano, mostrando invece ogni premura verso Kamei. Al termine di una lunga serie di provocazioni, a cui Asano aveva resistito, Kira gli ordinò di allacciargli una scarpa che si era slacciata; anche a questo Asano seppe resistere, ma, quando Kira si dichiarò insoddisfatto del modo in cui era stata allacciata la scarpa, trattandolo da bifolco, perse definitivamente la calma, estrasse il wakizashi, che tutti i samurai portavano alla cintura, e si lanciò contro Kira con l'intenzione di ucciderlo.
Asano mancò il colpo per una serie di circostanze:
- l'impaccio dei vestiti di corte, progettati appositamente per impedire movimenti veloci e quindi attentati da parte di cortigiani e samurai;
- la resistenza opposta alla lama dall'eboshi (alto cappello cerimoniale indossato a corte);
- l'intervento dell'ufficiale Kajikawa Yosobei, che si gettò su Asano, trattenendolo e dando tempo a Kira di mettersi in salvo.

Kira rimase ferito al volto e deturpato dalla lama, ma senza che la sua vita fosse messa in pericolo. Il crimine commesso, un'aggressione a mano armata all'interno del castello di Edo, era il più grave che un nobile potesse commettere. Asano venne provvisoriamente messo agli arresti sotto la tutela del nobile Tamura Ukiyo no Daibu, ma la sera stessa gli venne recapitato l'ordine di darsi immediatamente la morte, compiendo seppuku. Pochi giorni dopo dei messaggeri raggiunsero il castello di Ako in Harima, portando gli ordini dello shogun e indicando come la casata di Ako dovesse venire dispersa e tutti i samurai del seguito dovessero diventare ronin, ossia uomini senza padrone, abbandonando al più presto il castello nelle mani degli inviati dello shogun. Ad eseguire gli ordini dovette provvedere il vassallo principale del feudo Oishi Kuranosuke. Terminato il suo compito, terminava anche la sua vita di vassallo e divenne a sua volta un ronin.

### I due anni successivi
Per vendicare il loro signore i ronin dovettero aspettare due anni, una lunga attesa che venne giustificata con la necessità di dissipare ogni sospetto ed allentare la vigilanza di Kira e dei suoi protettori, che li avevano immediatamente messi sotto stretta sorveglianza. Il gruppo dei samurai ai suoi ordini si disperse: vi fu chi si diede alla vita randagia del ronin e chi abbandonò le armi per dedicarsi a piccole attività di commercio o artigianato per guadagnarsi da vivere. Oishi divorziò senza apparente motivo dalla moglie e si trasferì poi a Kyoto, dove risiedeva l'imperatore. Oishi a Kyoto iniziò una vita sregolata, frequentando giorno e notte i quartieri di piacere. Il suo tenore di vita era talmente basso che i pochi samurai rimastigli a fianco pagarono per acquistargli il contratto di una geisha, nella speranza che questo contribuisse a calmarlo, ma apparentemente non ci fu alcun effetto positivo.

Un giorno, mentre si trovava ubriaco per le vie di Kyoto, venne affrontato da un samurai rimasto ignoto del feudo di Satsuma, che gli rinfacciò pesantemente la sua codardia, dapprima insultandolo e poi mettendogli le mani addosso, ma non ci fu nessuna reazione da parte di Oishi, che rimase senza forze e malconcio a terra mentre l'ignoto infieriva; fu un comportamento codardo inconcepibile in un uomo d'armi. Questo episodio fece scalpore: Oishi Kuranosuke e con lui tutto il gruppo dei samurai di Asano doveva avere definitivamente rinunciato ad ogni proposito di vendetta e non essere più in grado di rendersi pericoloso; in effetti non era più nemmeno un samurai, essendosi pubblicamente disonorato, un'ulteriore prova che Kira non correva più rischi. 

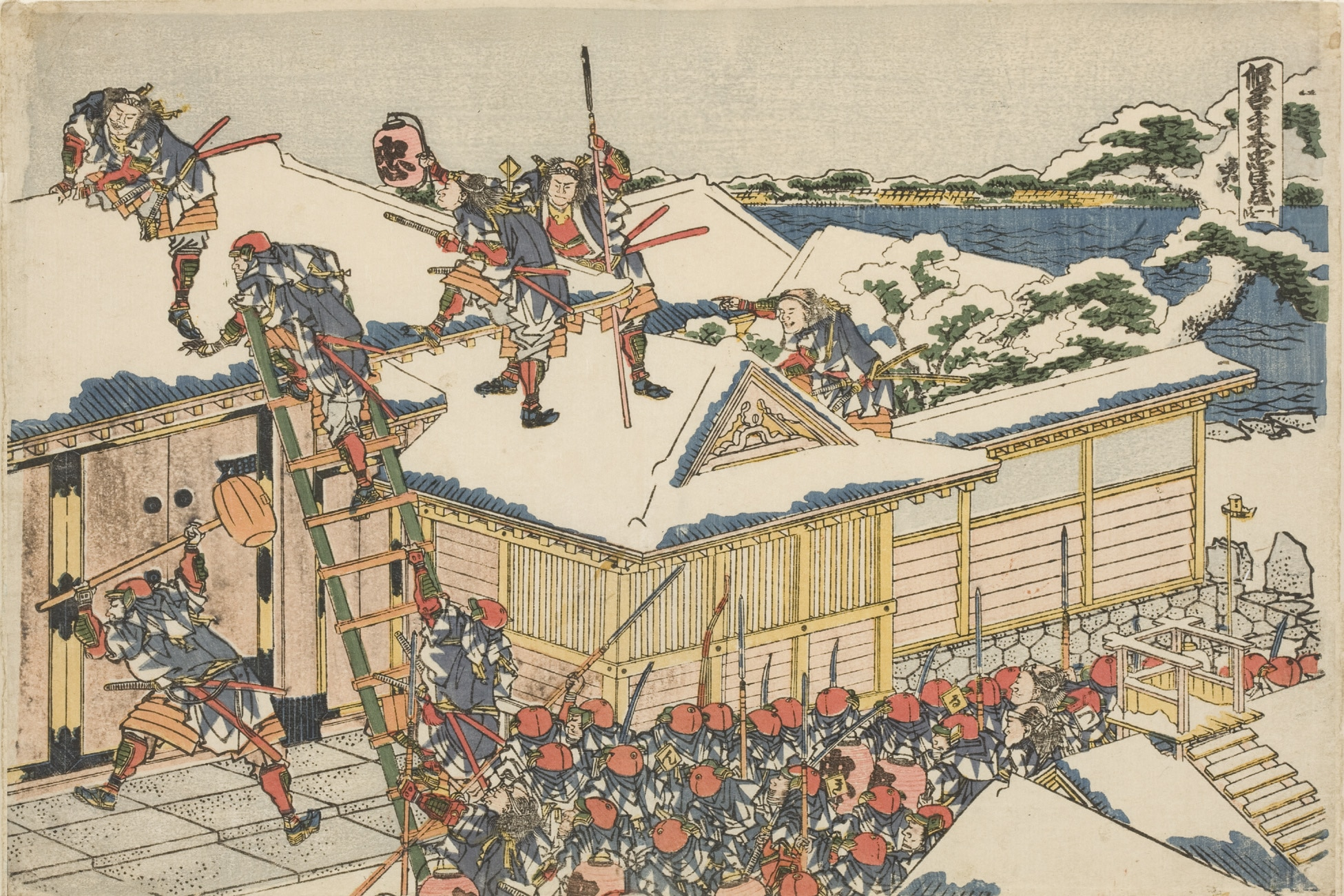
Assalto del cancello del palazzo di Kira da parte dei quarantasette ronin

### L'offensiva dei ronin
Per diverse circostanze i ronin si radunarono ad Edo, rimanendovi nascosti finché non fosse arrivato il momento della chiamata. Ognuno aveva conservato le armi personali, ma procurandosi nel frattempo altro materiale, evitando quando possibile di acquistarlo per non attirare l'attenzione. Oishi aveva stabilito che il gruppo, dopo essersi radunato in un punto prestabilito, si sarebbe recato compatto verso la residenza di Kira, ancora sorvegliata e presidiata da uomini armati, per quanto il livello di guardia fosse ormai notevolmente calato. L'intenzione era quella di apparire come un gruppo di pompieri di ronda (i pompieri erano armati e rivestiti per proteggersi dal fuoco con armature ed elmi di cuoio); le divise dovevano apparire abbastanza credibili alla luce delle lanterne ed erano muniti di scale, uncini, e quanto altro poteva servire per forzare le abitazioni.
I ronin avevano una pianta accurata della residenza, uno di loro era arrivato al punto di sposare la figlia dell'architetto che l'aveva progettata pur di avere accesso alle informazioni. Erano divisi in due gruppi, il gruppo più numeroso si schierò davanti alla porta principale, il secondo, comandato da Yoshikane Oishi, davanti a quella posteriore. ll segnale di attacco venne dato da Oishi; il primo gruppo aveva l'incarico di sfondare la porta, contemporaneamente altri penetravano oltre il muro utilizzando le scale, il grosso del gruppo attendeva la forzatura delle porte per penetrare in massa nell'edificio.
Mentre la battaglia ebbe inizio, alcuni messaggeri partirono verso le dimore vicine per avvertire di quanto stava succedendo. Uno dei samurai annunciava ad alta voce l'azione a chiunque fosse in ascolto, precisando che si trattava di un katauchi, la vendetta da parte di un gruppo di samurai intenzionato a vendicare il proprio onore oltraggiato; inoltre ognuno dei ronin portava indosso uno scritto in cui venivano ricapitolate le loro ragioni e dei cartelli vennero affissi per le strade. Nessuno dei vicini intervenne o avvertì le autorità. I ronin ebbero vita facile, vincendo ogni resistenza, uccidendo 16 delle guardie del corpo di Kira e ferendone 22, senza subire perdite. I superstiti, gli inservienti e le donne di servizio vennero rinchiusi e tenuti sotto controllo. Ben presto i due gruppi si ricongiunsero all'interno della casa, di cui avevano ormai il pieno controllo. Tuttavia, non essendoci alcuna traccia di Kira, si misero subito alla sua lunga ricerca.
Kira venne infine trovato nascosto in una legnaia, assieme ad alcune donne e a due uomini armati che tentarono invano di reagire. L'uomo più anziano che avevano invano cercato di proteggere venne facilmente disarmato del wakizashi, ma nessuno era certo della sua identità. L'uomo rifiutava di farsi riconoscere, ma venne comunque segnalato per il ritrovamento di Kira. Oishi, illuminandogli il volto, capi che si trattava proprio di Kira, quindi, rivolgendosi a lui, gli rese note la sua identità e le motivazioni dell'assalto, ossia la vendetta per la morte di Asano e la susseguente rovina della casata; in seguito propose a Kira di darsi onorevolmente la morte, utilizzando la stessa lama con cui aveva compiuto seppuku Asano, ma Kira non rispose, e a quel punto Oishi lo uccise immediatamente, decapitandolo.

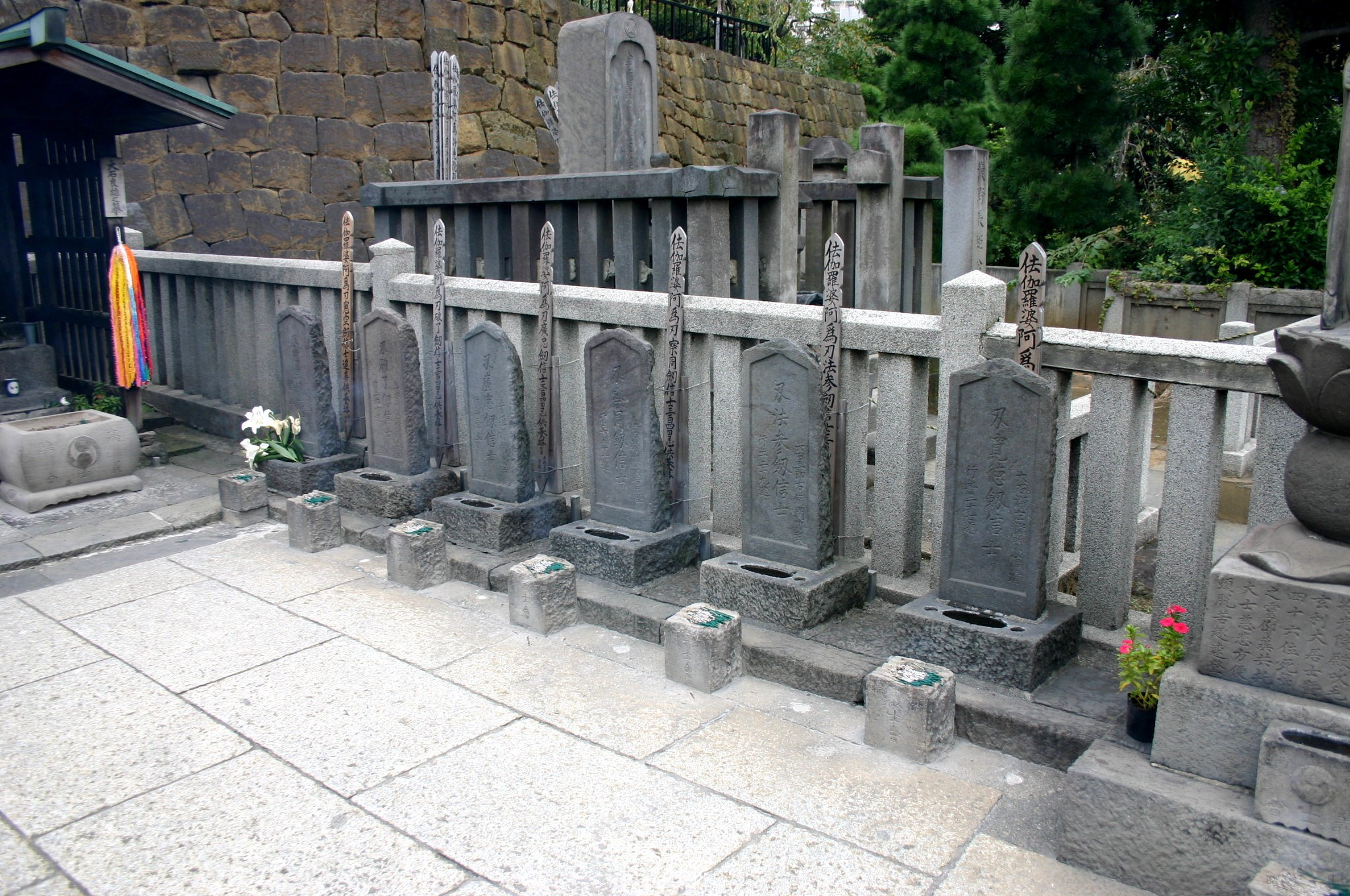
Tombe dei quarantasette ronin al tempio di Sengakuji

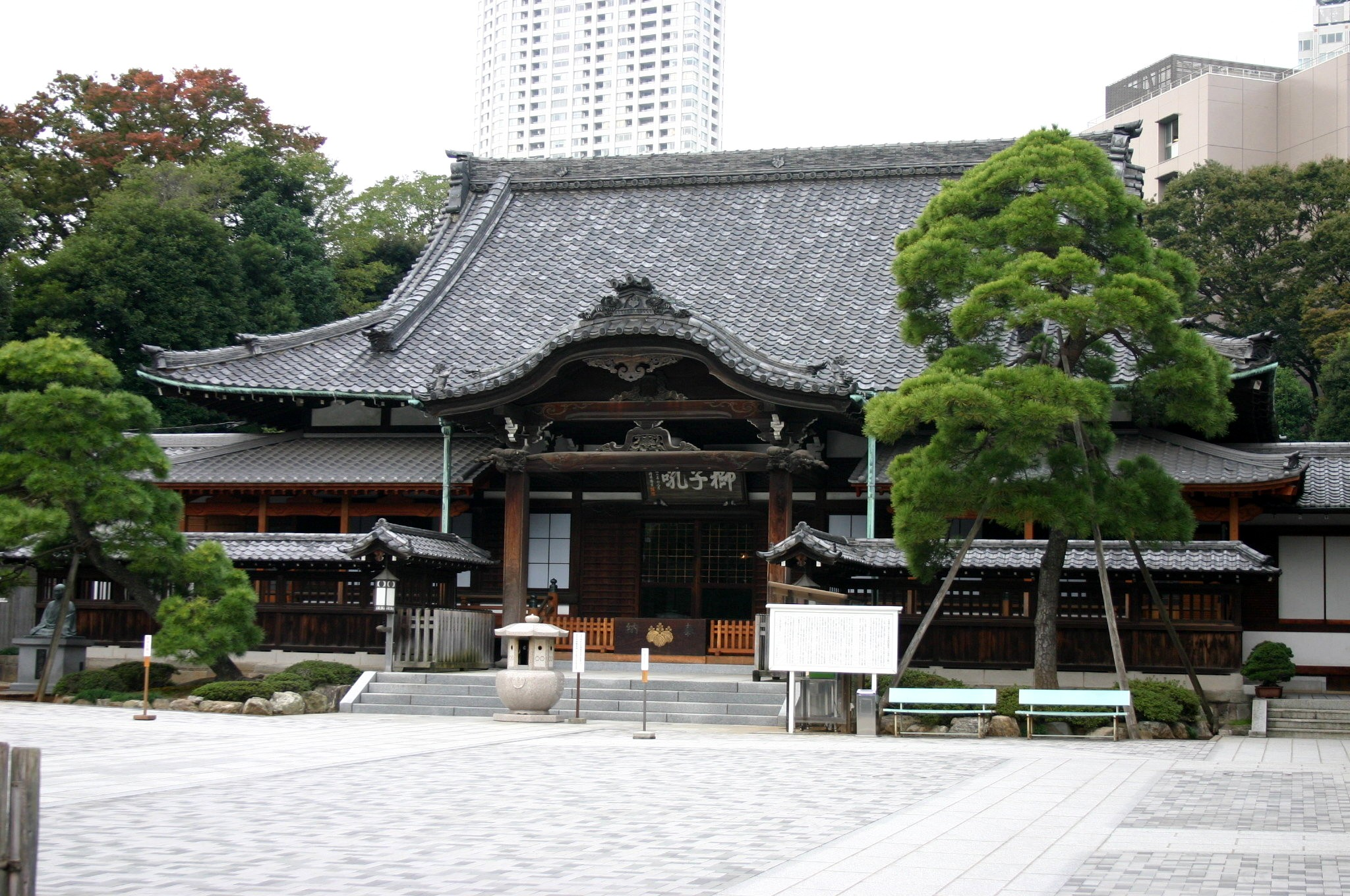
Tempio di Sengakuji

### Epilogo
Oishi recò la testa di Kira sulla tomba di Asano, nel quartiere di Sengakuji presso l'omonimo tempio. Lungo il viaggio vennero loro tributate manifestazioni di stima. Terminata la cerimonia, la testa venne consegnata ai sacerdoti, che in seguito la resero ai familiari di Asano. In seguito i ronin si consegnarono alle autorità, attendendo di essere giudicati. La sentenza si fece attendere perché i ronin avevano numerosi sostenitori che non volevano la loro morte, ma alla fine lo shōgun concesse loro il seppuku, e venne anche concessa la grazia ad uno di loro, Kichiemon Terasaka, così che la memoria di quanto successo non andasse persa.

## I quarantasette ronin nella cultura di massa
Nel 1748 a Osaka venne presentata l'opera teatrale Chūshingura, scritta da Takeda Izumo in genere jōruri.
Nel 1941 il regista Kenji Mizoguchi accettò di dirigere un film dal titolo La vendetta dei 47 ronin, pensato dalla casa di produzione come film di propaganda nazionalista. In realtà il regista, da sempre distante da scene epiche e di guerra, elaborò una propria personale visione della vicenda in chiave lirica e di 'non azione'. In seguito, vennero girati altri sei film dedicati alla memoria dei quarantasette ronin: Chûshingura (1958, diretto da Kunio Watanabe), Chûshingura (1962, diretto da Hiroshi Inagaki), Akô-jô danzetsu (1978, diretto da Kinji Fukasaku), Shijûshichinin no shikaku (1994, diretto da Kon Ichikawa), Saigo no Chûshingura (2010, diretto da Shigemichi Sugita) e 47 Ronin (2013, diretto da Carl Rinsch), riedizione della produzione di Kenji Mizoguchi, anche se non propriamente fedele alla storia, con diversi accusati mitologici non menzionati nella leggenda originaria. La storia dei quarantasette ronin ha fatto da ispirazione anche al film Last Knights (2015, diretto da Kazuaki Kiriya).
In Giappone ogni 14 dicembre si tiene il Gishi-sai no cha, una cerimonia del tè per onorare la memoria dei quarantasette ronin di Akō. Famosi sono musei come l'Edo-Tokyo Museum che contengono al loro interno cimeli appartenuti ai quarantasette ronin. Vi sono numerose rappresentazione a teatro del Chūshingura raffigurante la storia dei quarantasette.
La storia dei quarantasette ronin è contenuta in uno dei racconti presenti nel libro di Jorge Luis Borges del 1935, Storia universale dell'infamia (antologia di racconti storici in parte distorti, contenenti esempi di comportamenti infamanti); il racconto è L'incivile maestro di cerimonie Kotsuké no Suké.